# Institut français du Sénégal

Façade de l'Institut français de Dakar rue Assane Amadou Ndoye [https://commons.wikimedia.org/wiki/File:MurPeint-ElHadjDiouf-Dakar-S%C3%A9n%C3%A9gal.jpg

L'Institut français de Dakar fait partie du réseau mondial des Instituts français. Aussi appelé Institut français Léopold Sédar Senghor (IFLSS), il est situé à Dakar, capitale du Sénégal. Associé à l'Institut français de Saint-Louis, il forme l'Institut français du Sénégal. Il participe au partage de la création intellectuelle française, à la promotion des échanges artistiques internationaux, soutient le développement culturel sénégalais et développe le « dialogue des cultures » cher à Léopold Sédar Senghor. Il a fêté en 2009 son cinquantenaire.

## Histoire

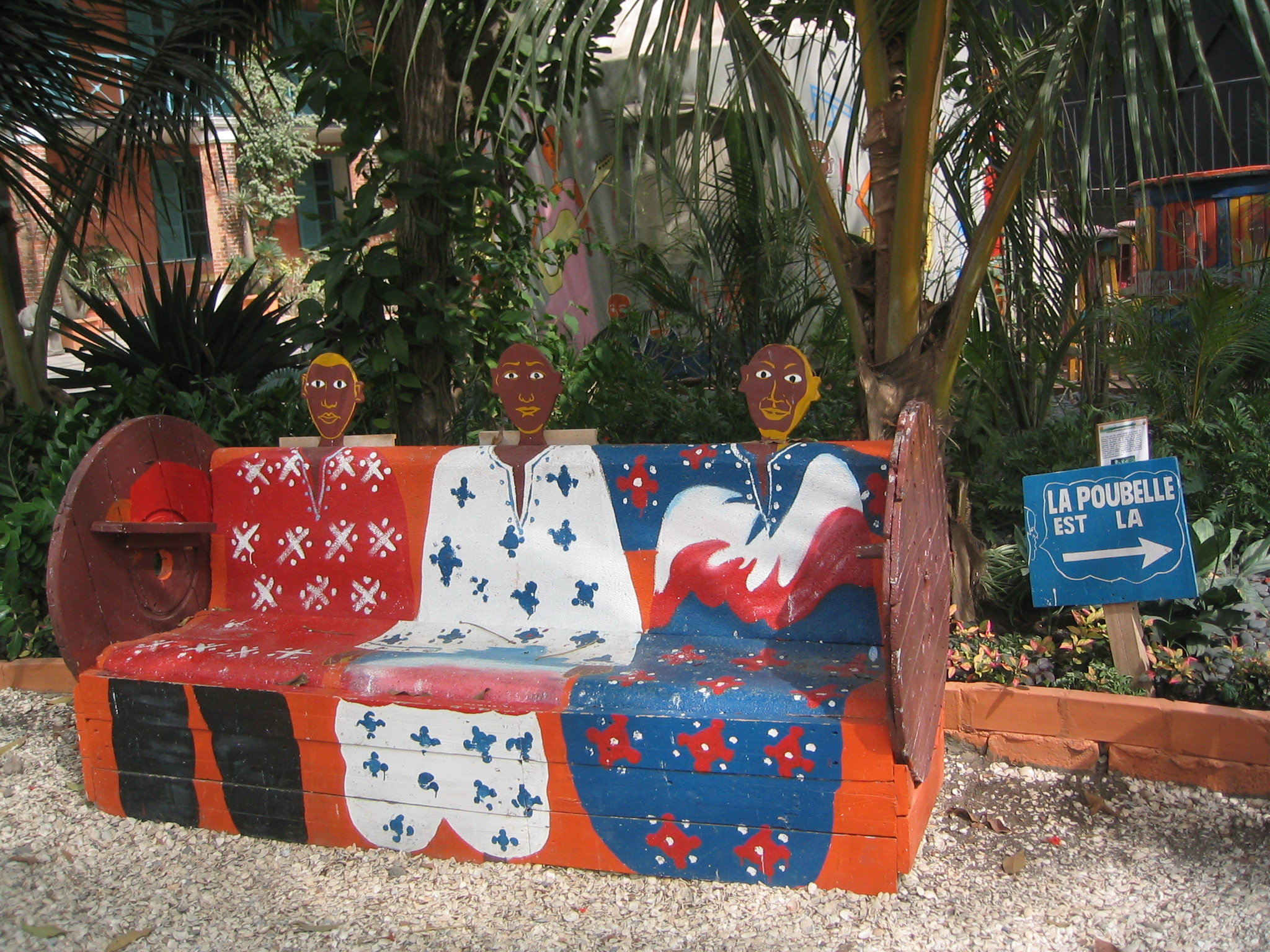
Banc décoré dans le jardin de l'Institut [https://commons.wikimedia.org/wiki/File:Dakar-Banc.JPG

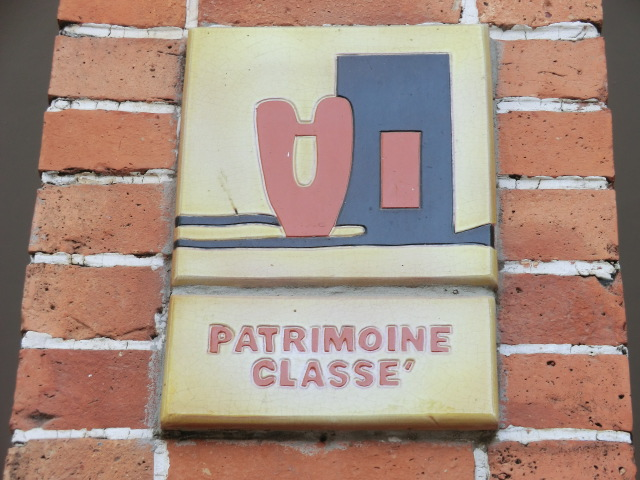
Indication "Patrimoine classé" sur un bâtiment de l'Institut français de Dakar[https://upload.wikimedia.org/wikipedia/commons/a/a1/Panneau_%22Patrimoine_class%C3%A9%22_sur_un_b%C3%A2timent_de_l%27Institut_fran%C3%A7ais_de_Dakar.JPG

Né de la fusion dynamique entre l'Alliance française et le Centre culturel français, l'Institut français a pris cette dénomination depuis 2004. Il regroupe les fonctions de ces deux entités et encourage la diffusion et l'apprentissage de la langue française.
Lieu de découverte et de valorisation, d'exposition et d'enseignement, l'Institut français de Dakar propose chaque année plus de 100 spectacles, une dizaine d'expositions d'envergure internationale, plus de 200 projections cinéma, un grand nombre de conférences, débats, ateliers pour les enfants, ainsi qu'une large gamme de cours de français. Le bâtiment l'institut français de Dakar est un patrimoine classé.
Quelques dates clés :
1953 
Le gouverneur général de l’AOF (Afrique-Occidentale française), décide de la création, dans toutes les villes et chefs-lieux de cercle, de
centres culturels pour « l’assimilation des élites »
2 juillet 1959 
Création du Centre d’Échanges culturels de langue française. Il se situe alors à l’immeuble BIAO, place de l’Indépendance
1960 
Première conférence des attachés culturels des États de la Communauté, fixant le statut du CCF, considérant que son modèle ne doit pas être calqué sur celui des centres culturels à l’étranger
1er août 1961 
Une circulaire définit l’aménagement et le fonctionnement des CCF. Le CCF de Dakar sera doté d’une bibliothèque (section adultes et enfants), d’une salle de lecture de journaux et périodiques, d’un auditorium, d’une cinémathèque et photothèque avec laboratoires et d’une galerie d’exposition
1er septembre 1964 
Le CELCF de Dakar est transféré dans les anciens bâtiments de l’Intendance, 92 rue Blanchot, et inauguré par Léopold Sédar Senghor.
15 mars 1968 
Visite de Léopold Sédar Senghor en compagnie de Jacques Foccart
16 janvier 1971  
Incendie au CCF, à la suite de la dénonciation par un groupe d’extrême gauche du spectacle hypocrite préparé par les classes
dirigeantes pour accueillir la visite de Georges Pompidou
Janvier 1980  
Le CCF de Dakar est le premier à être doté de l’autonomie financière.
1er février 1980  
Inauguration de la Galerie 39 du CCF de Dakar avec le vernissage de l’exposition André Masson, en présence du président-poète Léopold Sédar Senghor.
1981
1er concours Prix Découvertes RFI au CCF de Dakar. Le Grand prix est remporté par Jean Ondeno.
1988
1re exposition qui a lancé Ousmane SOW
Mars 1988
Youssou N'Dour et Doudou N'diaye Rose font la première partie de Jacques Higelin
7 juin 1989  
Mise en place d’un programme permettant de mettre en réseau le CCF de Dakar et les alliances françaises
Mars 1992  
Premier album produit par le CCF Dakar 92, mbalax, jazz et rap, reflet de l’actualité musicale sénégalaise. Y figurent PBS, Aminata Fall, Ngoné Ndour…
Octobre 1992  
PBS (Didier Awadi et Doug E. TEE) font la première partie de MC Solaar, en concert en Afrique pour la première fois
1er septembre 2004  
Fusion du CCF et de l’Alliance franco-sénégalaise, pour devenir l’Institut français Léopold Sédar Senghor
3 mai 2005   
André Parant, ambassadeur de France au Sénégal, inaugure la Galerie Le Manège
2 juillet 2009   
Allocution du ministre des Affaires étrangères, Bernard Kouchner, à l’occasion du cinquantenaire de l’Institut français
Janvier 2011 
L'Institut français du Sénégal devient un Institut pilote, comme 11 autres pays
Mars-juillet 2013 
L'Institut français de Dakar célèbre le Tandem Paris-Dakar, plateforme d'échanges culturels entre deux capitales instaurée pour la troisième fois par Paris (après Buenos Aires et Berlin)

## Organisation
L'Institut comprend :

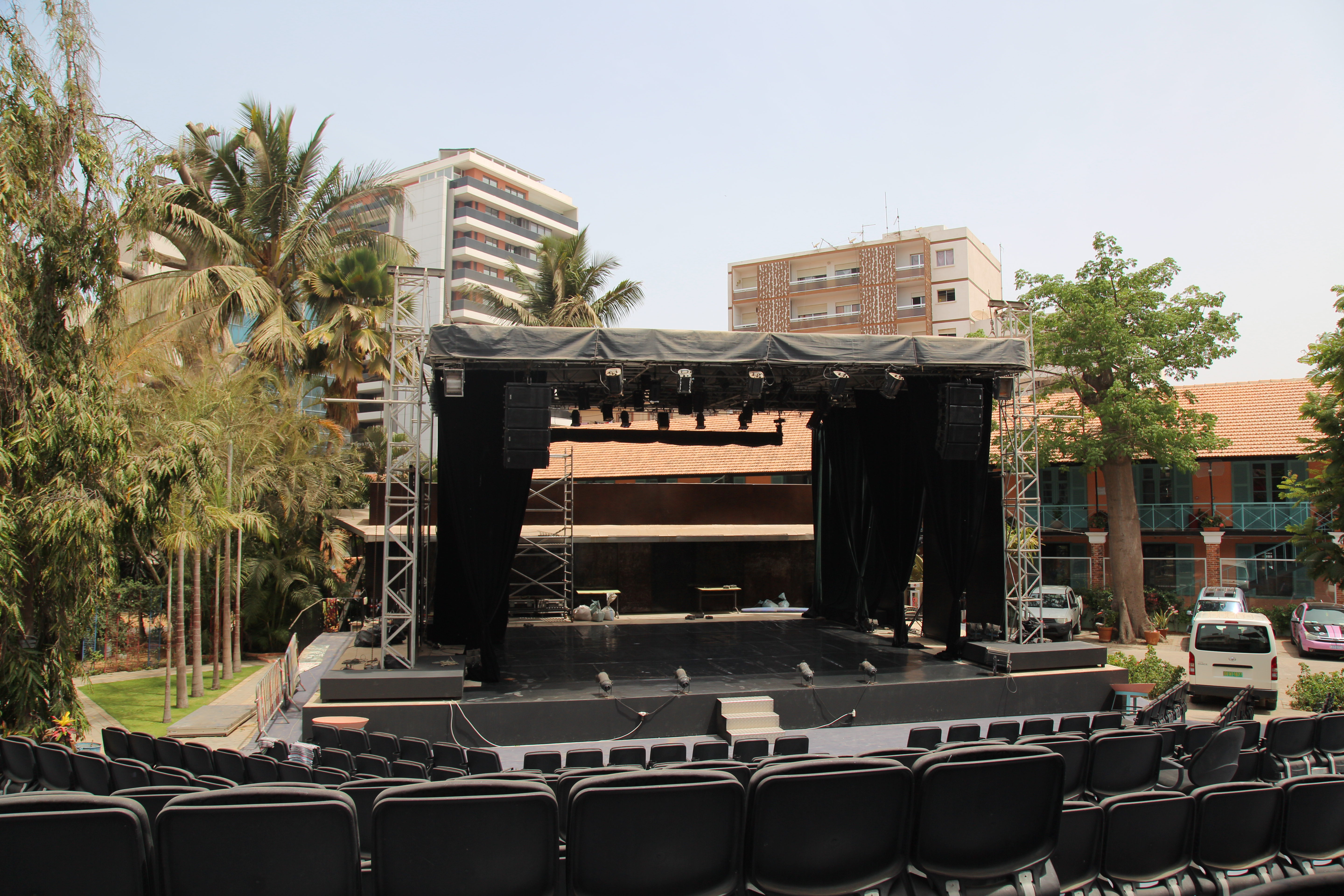
Théâtre de verdure vue de face (2021)

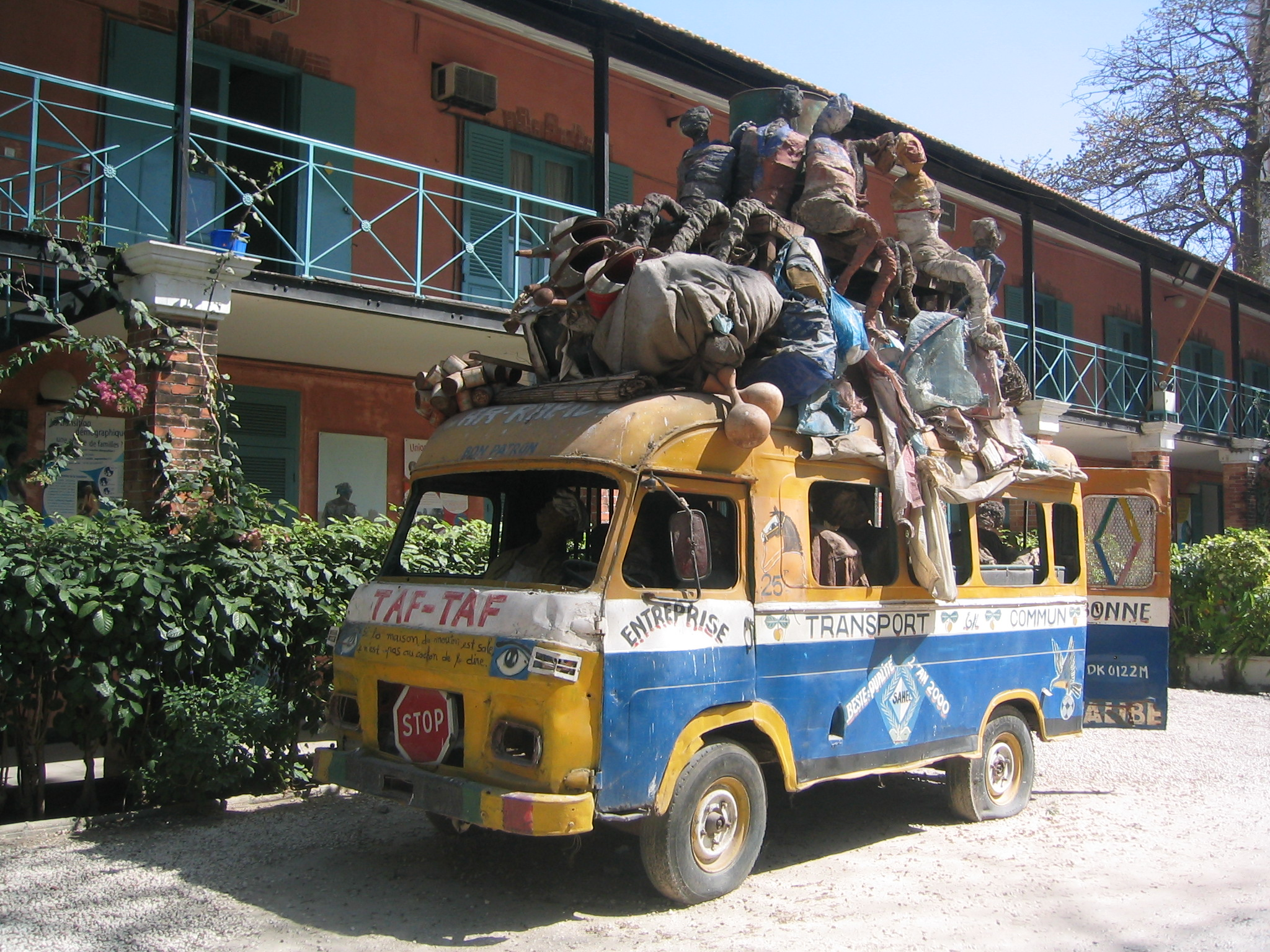
Taxi Taf-Taf, une installation de Dominique Zinkpè

- Un théâtre de verdure : une scène de référence dans toute l'Afrique de l'Ouest (450 places assises, jusqu'à 800 places pour les concerts). Accueillant aussi bien des concerts, que des pièces de théâtre ou des spectacles de danse, cette scène est très réputée au Sénégal et a vu passer de nombreuses têtes d'affiche (Imany, Ismaël Lô, Amadou et Mariam...).
- une salle de cinéma climatisée de 120 places.
- Le Manège, une galerie d'exposition de 300 m² qui présente chaque année 6 expositions de renommée internationale (Daniel Buren, Philippe Bordas, Ousmane Mbaye, Nan Goldin, Jean-Christian Bourcart, etc.). Cette galerie constitue une référence en matière en matière d'art contemporain en Afrique de l'Ouest.
- une médiathèque multimedia, entièrement rénovée, qui propose un fonds d'ouvrage sur la France contemporaine, un fonds jeunesse, un fonds dvd, des journaux et revues internationales, des postes de consultation vidéo et un accès internet.
- un pôle linguistique (comprenant un laboratoire de langues multimedia pour les activités du pôle : cours de français (alphabétisation, français langue étrangère, techniques de rédaction professionnelle) et de wolof, certifications officielles (comme le DELF-DALF, TCF) mais aussi des formations de régie et sonorisation de spectacle, enseignements à vocation technique et professionnelle.

## Situation
Le Pôle culturel est situé à proximité de la place de l'Indépendance, au 89 rue Joseph Gomis, à l'intersection de la rue Carnot.
Le Pôle linguistique et la Galerie d'exposition se trouvent de l'autre côté de la place, au 3 rue Parchappe.
L'Institut est entouré de jardins où règne un fromager centenaire.